# Santa María Atzompa
Santa María Atzompa est une ville et une municipalité située dans l'état mexicain d'Oaxaca, à environ cinq kilomètres de la capitale de l'état, Oaxaca. Elle fait partie du district du Centro dans la région des Valles Centrales. La ville a été fondée entre le VIIe et le IXe siècle comme un satellite de l'ancienne ville zapotèque de Monte Albán. Depuis sa fondation, la fabrication de poteries a été une activité économique majeure et la ville est aujourd'hui connue pour ses poteries à émaillage vert. Cette poterie a été expédiée dans tout le Mexique et exportée aux États-Unis, mais aujourd'hui, la plupart de cette poterie est vendue localement. À partir de 2009, des fouilles ont été menées sur le site archéologique d'Atzompa, ce qui a conduit à la découverte d'un terrain de balle mésoaméricain de 45 mètres, dont il a été établi qu'il était le principal pour Monte Albán. 
Aujourd'hui, la ville est rustique avec la fumée des fours à poterie au bois toujours présente. La pauvreté a été une préoccupation pour la ville, mais des innovations telles que l'utilisation d'émaux sans plomb et un marché artisanal communal ont été mis en place pour améliorer les perspectives de l'artisanat.